# Kalkkögel
Die Kalkkögel sind eine Bergkette, die zu den Stubaier Alpen in Tirol, Österreich gehört. Der höchste Punkt der Kalkkögel ist die Schlicker Seespitze mit 2804 m ü. A.; der östlichste Berg ist der Ampferstein.

## Geologie
Die Kalkkögel bestehen aus mesozoischen Sedimenten, wie sie auch andernorts westlich des Wipptales in den Stubaier Alpen vorkommen, etwa im Serleskamm oder im Gebiet der Tribulaune. Im Gebiet der Kalkkögel finden sich Sedimente aus der Zeit von der Perm-Trias-Grenze bis zum Norium der oberen Trias hinauf, die auf dem kristallinen Sockel aufliegen. Zum überwiegenden Teil bestehen diese Sedimente aber aus Dolomiten der mittleren und oberen Trias.  Diese Dolomite werden von einem etwa zehn Meter mächtigen Band aus metamorph leicht veränderten Tonschiefern, den so genannten Raibler Schichten, in einen unteren und oberen Dolomit getrennt. Auch wenn dieses Band nur dünn ist, bewirkt es doch eine deutliche morphologische Gliederung. An der Basis der mesozoischen Sedimente findet sich eine Folge von Konglomerat und Sandstein. In dieser Schicht, die maximal einige zehn Meter mächtig ist, befinden sich Eisenerzlagerstätten, die bedeutendste davon wurde südlich des Hohen Burgstalls abgebaut und war Grundlage der auch heute noch vorhandenen Werkzeugindustrie im Stubaital. Vom äußeren Erscheinungsbild her ähneln die Kalkkögel den Dolomiten, weshalb sie oft auch als „Nordtiroler Dolomiten“ bezeichnet werden.

## Übersicht über die einzelnen Gipfel
- Saile
- Ampferstein
- Marchreisenspitze
- Malgrubenspitze
- Hochtennspitze

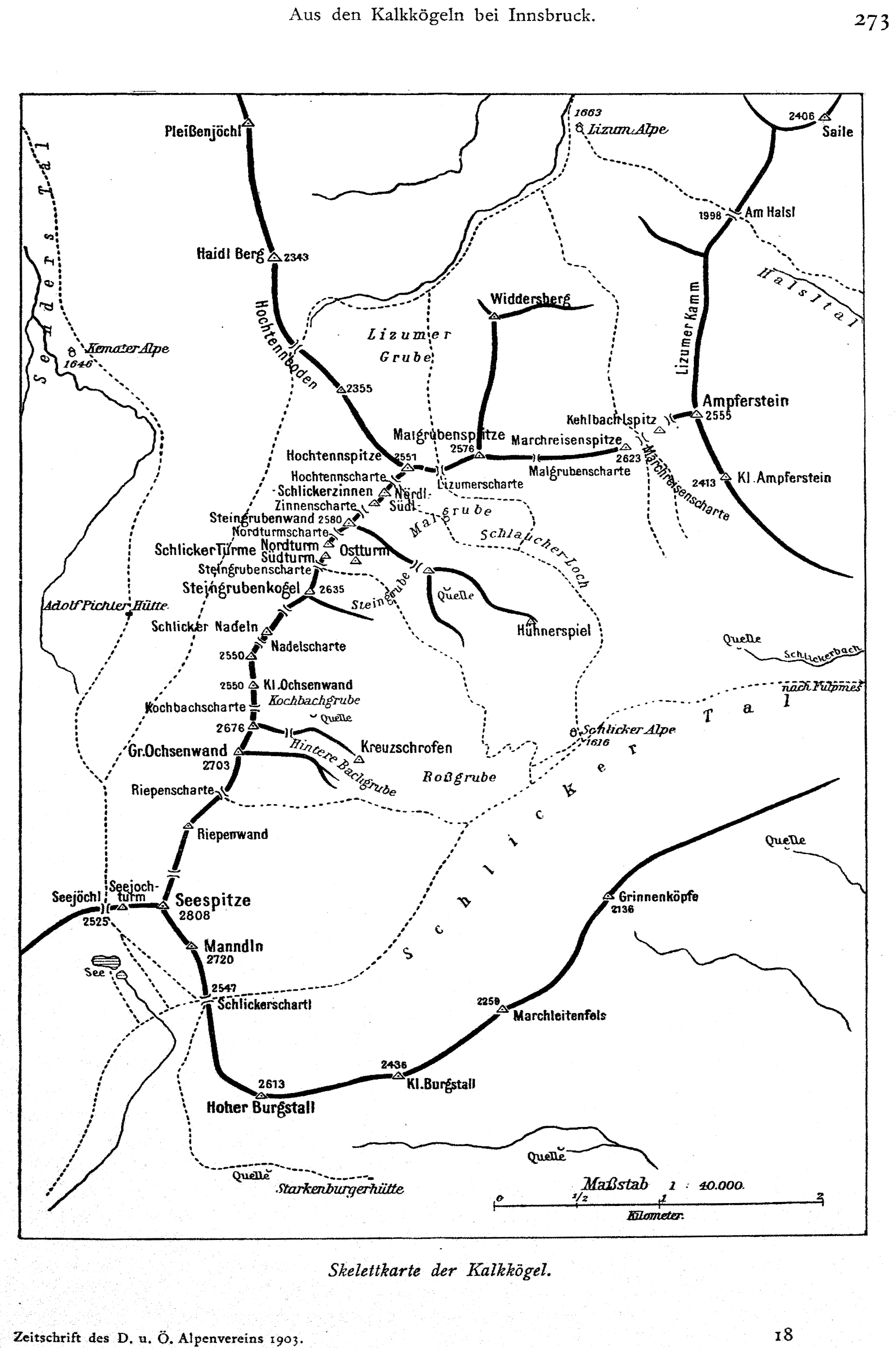
Skelettkarte der Kalkkögel

- Steingrubenwand und Schlicker Zinnen
- Steingrubenkogel
- Kleine Ochsenwand
- Große Ochsenwand
- Riepenwand
- Schlicker Seespitze
- Widdersberg
- Schneiderspitze
- Hoher Burgstall
- Niederer Burgstall

## Erschließung und Naturschutz

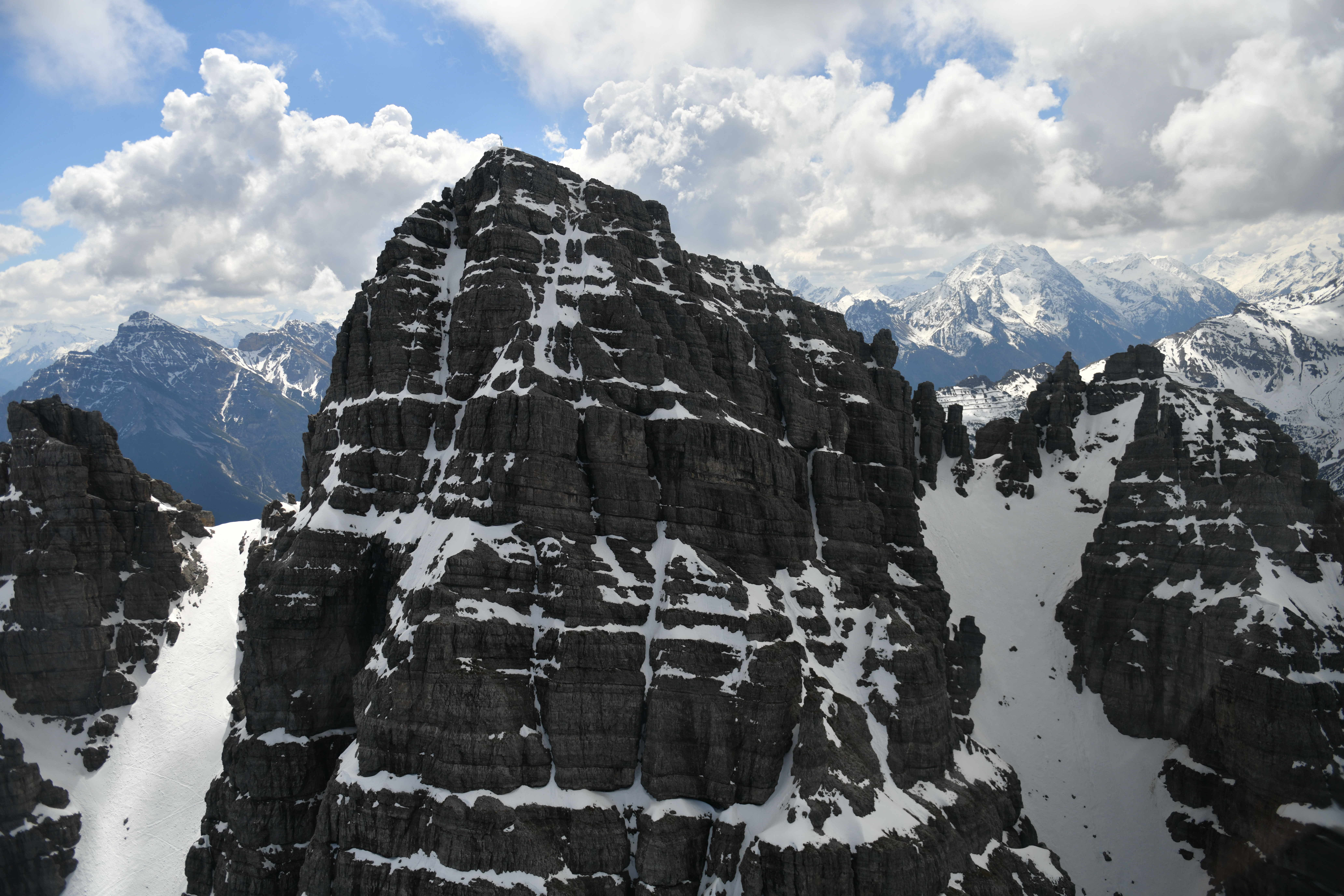
Luftaufnahme der Kalkkögel

Die Kalkkögel sind ein Wander- und Klettergebiet und haben mit der Schlick an der Südflanke ein Skigebiet aufzuweisen, das von Fulpmes zugänglich ist, und eines im Norden, die Axamer Lizum, die nur in die inntalseitigen Nebenketten der Kalkkögel (Salfainskamm, Saile) führt.
Die Kalkkögel sind auch von Grinzens über die Kemater Alm und die Adolf-Pichler-Hütte erreichbar. Weitere Stützpunkte sind die Starkenburger Hütte über Neustift und die Birgitzköpflhütte, die von der Lizum und der Mutterer Alm her über Lifte erreichbar ist.
1983 wurde das Ruhegebiet Kalkkögel eingerichtet, das mit 77,7 km² fast die gesamten Kalkkögel und umliegende Gebiete umfasst. Ruhegebiete sind im Tiroler Naturschutzrecht ein Werkzeug, Gebiete weniger unter allgemeinen Naturschutz, sondern einen Baustopp zu stellen: Es gibt Pläne zum Zusammenschluss der Skigebiete Schlick 2000 und Axamer Lizum, die etwa vom Österreichischen Alpenverein und verschiedenen anderen Gruppen als Gefährdung des Ruhegebiets gesehen werden. Von 1956 bis 1983 bestand auf dem Teilgebiet Mutterer Alpe ein Naturschutzgebiet.